# Bracelet

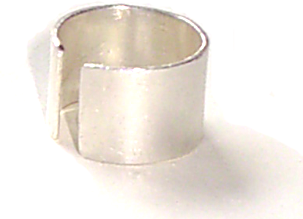
Exemple de bracelet.

Un bracelet est un article de vêtement ou de joaillerie qui est porté autour du poignet. Les bracelets peuvent être fabriqués en tissu, en cuir, en matière plastique ou en métal, et contiennent quelquefois des roches, du bois et/ou des coquilles d'animaux. Ils comportent parfois une montre ou d'autres instruments de mesure (thermomètre, tachymètre, baromètre notamment).

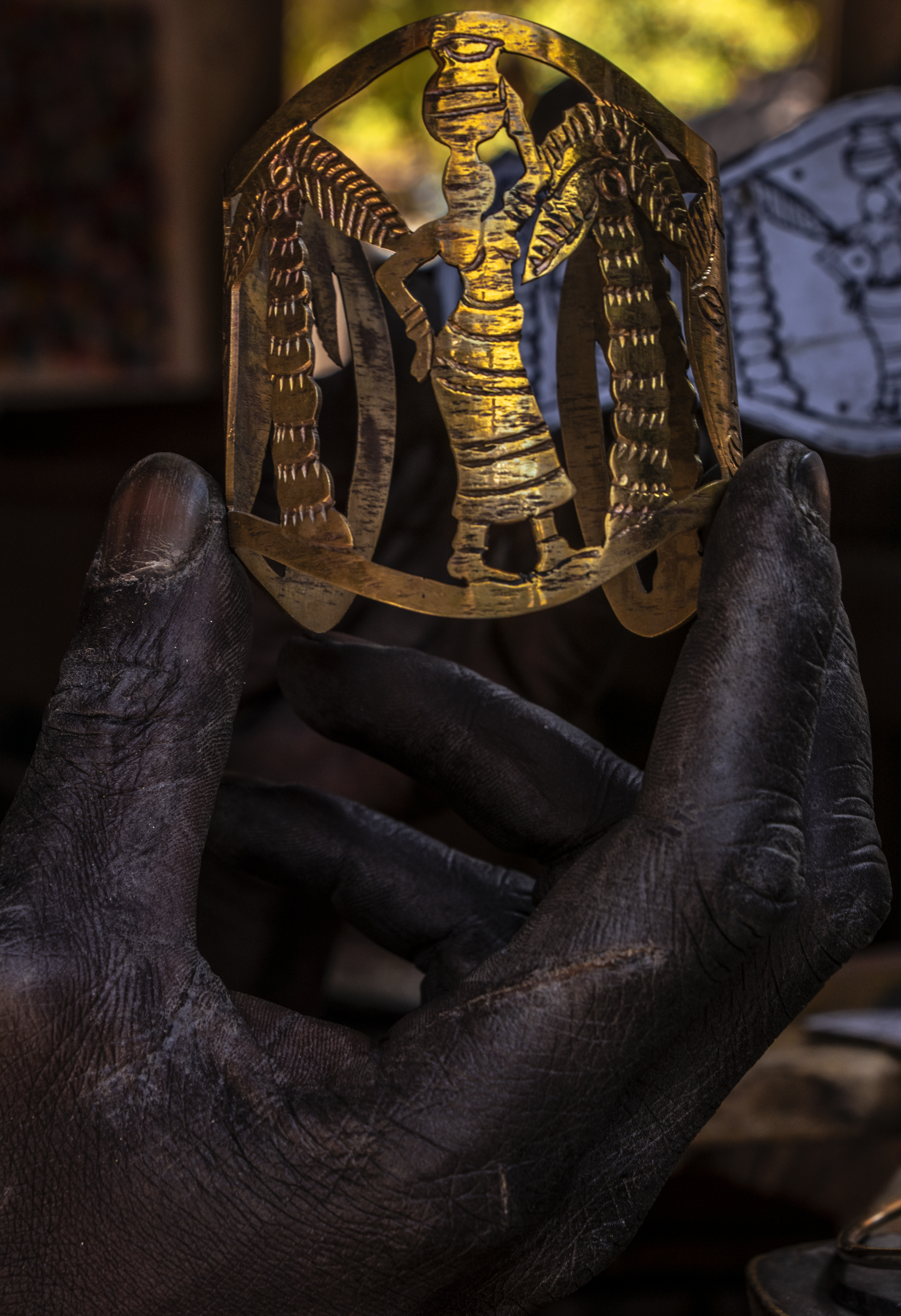
bijou

Les bracelets peuvent aussi être utilisés dans des intentions médicales. Les bracelets d'identification et d'alerte médicale sont des bracelets qui permettent d'avoir toujours sur soi des informations vitales. Ainsi dans certaines situations d'urgence, ils permettent de communiquer aux premiers intervenants des informations capitales à prendre en compte pour optimiser les premiers soins. On trouve des bracelets d'identification et d'alerte médicale pour les personnes atteintes de diabète, d'Alzheimer, d'épilepsie. On peut également trouver des bracelets d'allergie, mentionnant les allergènes et d'identification d'hôpitaux.
Certains sont portés comme porte-chance comme le bracelet brésilien. Lorsqu'ils sont portés plus haut sur le bras, et généralement en tissu, il s'agit de brassard. Au pluriel, c'est une expression argotique pour les menottes. La miniaturisation des technologies radio a permis de mettre en place des bracelets électroniques qui permettent la surveillance à distance des personnes : cette technologie controversée est envisagée dans plusieurs pays comme alternative à la détention. Dans certains cas et par extension, on nomme « bracelet » ces mêmes objets qui sont portés autour de la cheville.
Enfin, le bracelet antistatique est un dispositif placé autour du poignet, servant à éliminer les charges électrostatiques lorsque l'on travaille sur les composants électroniques sensibles.

## Types

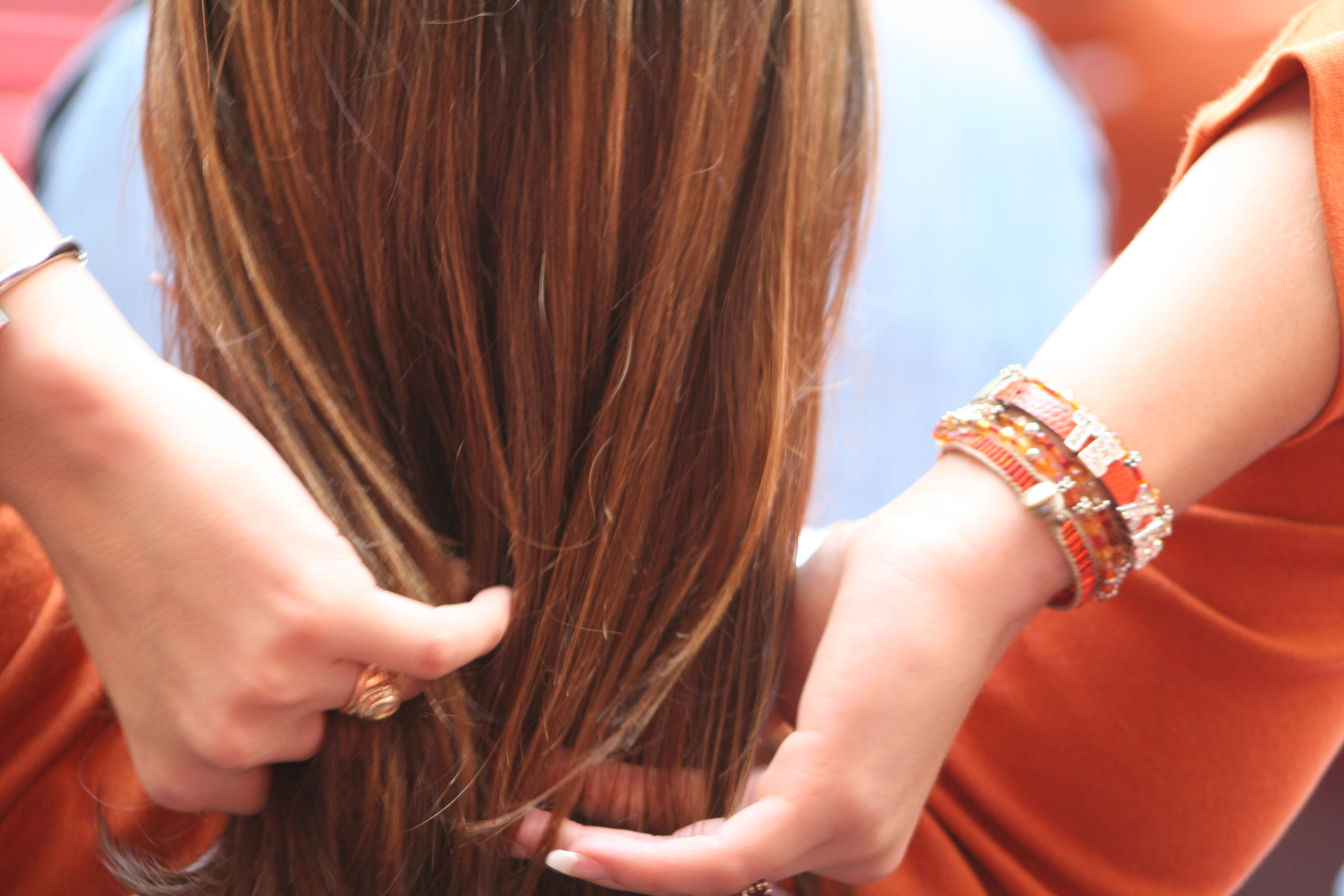
Bracelet porté par une femme.

- Bracelet shamballa :un bracelet associe un cordon noué et des perles ornées de petits strass. Le shamballa a été rendu célèbre par de nombreuses stars du monde de la musique.
- Bracelet sportif : popularisés par la marque Nike et par le coureur cycliste Lance Armstrong, les bracelets sportifs sont normalement faits en caoutchouc de silicone de couleurs vives avec le nom de la marque gravé. Ce type de bracelets est de plus en plus utilisé par des gens ou des associations qui s'efforcent d'avertir la société d'un problème et d'évoquer la sensibilité chez les gens. C'est pourquoi ils sont appelés aussi bracelets de sensibilisation, par exemple le bracelet de sensibilisation au racisme, au sida, au cancer du sein, etc[1].

- Bracelet de cadence : le bracelet de cadence est souvent fait d'une bande de papier listant les temps de passage pour une compétition de course à pied.

- Bracelet de tennis : le bracelet de tennis est un bracelet composé de diamants de la même taille qui forment une ligne. Le nom du bracelet de tennis est associé à la championne de tennis Chris Evert qui portait un bracelet en diamants même lors de ses matchs de tennis. Au cours de l'US Open 1987 C. Evert a, par accident, perdu son bracelet en diamants créé par George Badewi et le match a été interrompu pour permettre à C. Evert de récupérer ses diamants[2].

- Bracelet de perles : au premier sens du terme, une perle désigne un corps nacré qui se forme à l'intérieur de certains coquillages. Au XXIe siècle, dans le domaine de bijoux, une perle dénote en général une boule percée d'un trou qui peut être de différentes matières (verre, bois, métal, etc.) et de différentes couleurs. Les perles enfilés sur un fil ou une ficelle forment un bracelet de perles. D’après la mythologie perse, les perles sont les larmes des dieux. Pour la Chine ancienne, c’est le clair de lune qui a le pouvoir de faire croître les perles. Les Grecs pensaient que les perles naissent de la rosée que la lune dépose dans la chair offerte des huîtres flottant à la surface des eaux. Les Romains attribuaient les perles à Venus, épiçant leur théorie des mythes orientaux qui incluent une imprégnation par la semence divine, sous forme de rosée céleste. Des perles indiennes servent à créer des objets issus d'un système de croyances philosophiques comme les bracelets Tizlics. Les perles qu'on connaît aujourd'hui sont pour la plupart les perles de culture, c'est-à-dire des perles fabriquées qui servent à créer des bijoux.

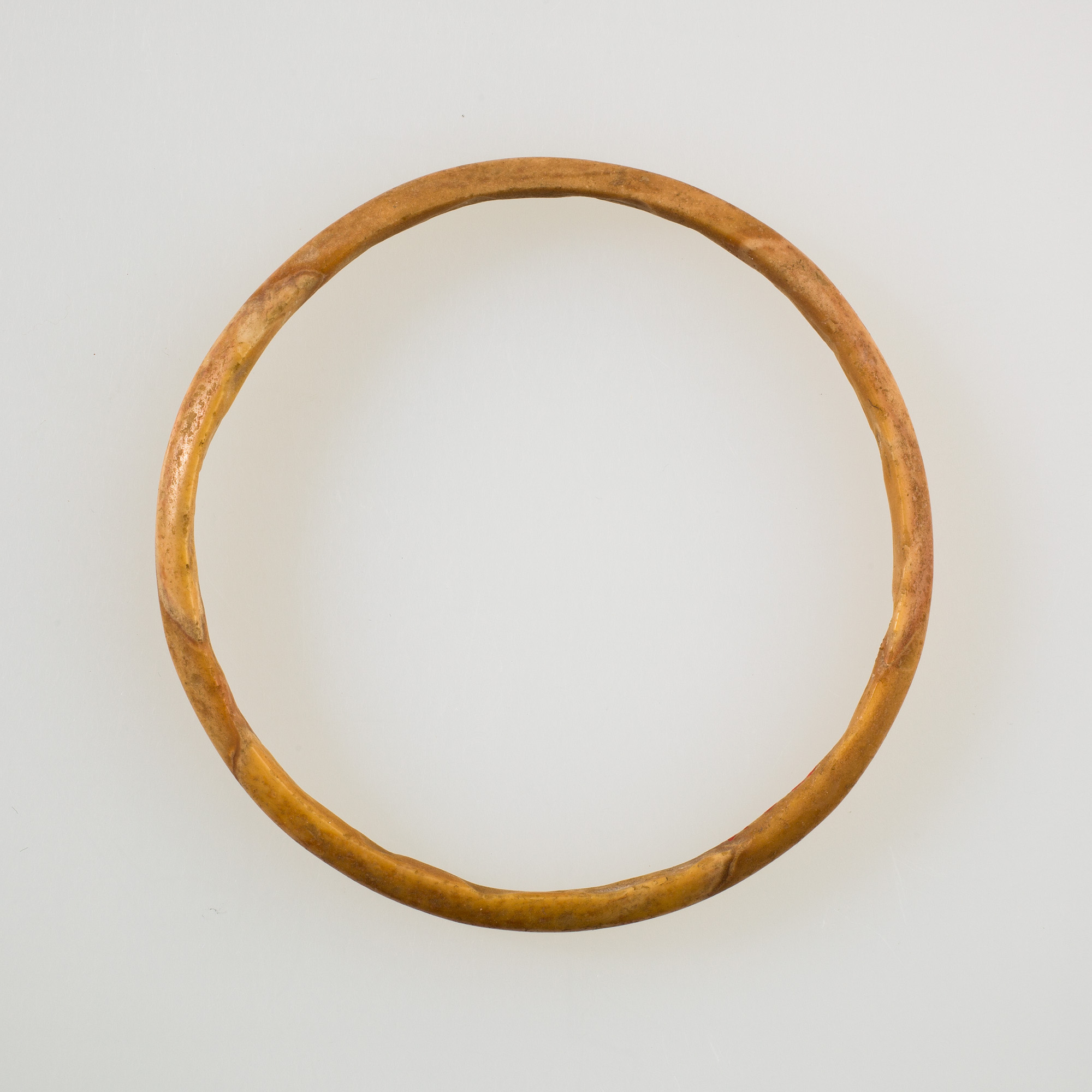
Bracelet en silex conservé au MET.

- Bracelet en silex conservé au MET.Bracelet en silex : connus à l'époque préhistorique, prédynastique et au début de la période dynastique de l'Égypte antique.

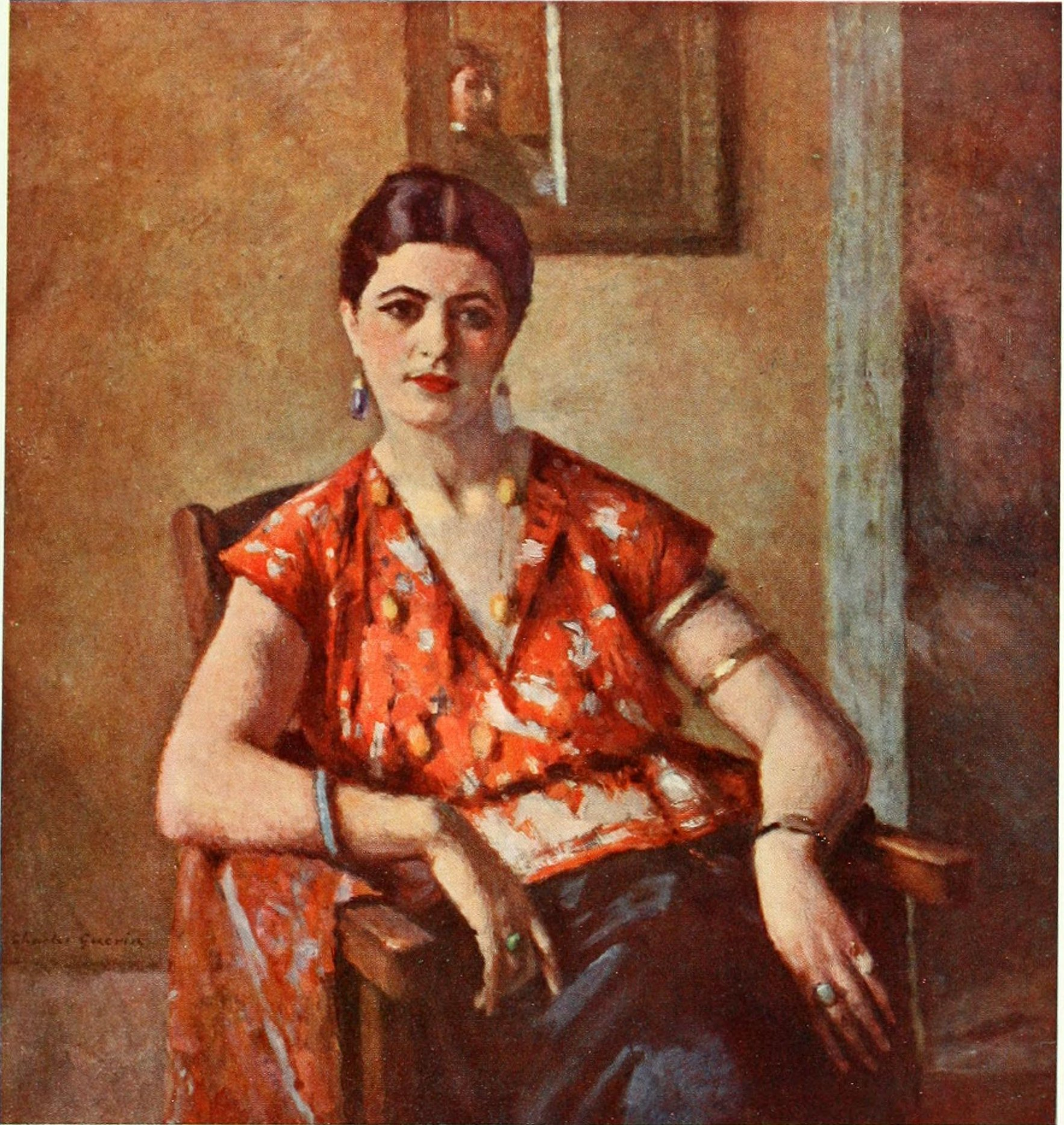
La Dame aux bracelets.

- La Dame aux bracelets.Bracelet à breloques : un bracelet à breloques est un bracelet qui porte des breloques personnelles - des pendentifs décoratifs qui symbolisent différentes choses de la vie du porteur. L'histoire des bijoux à breloques remonte au néolithique, où les gens recueillaient des pierres insolites ou des pièces de bois et les portaient autour de leur bras ou leur cou pour se protéger des animaux féroces, des catastrophes naturelles et des autres dangers. Les breloques avaient donc la fonction d'amulettes. De nos jours, il existe plusieurs marques qui fabriquent des bracelets à breloques faites en or, en argent ou en verre. Ces breloques sont interchangeables et permettent aux porteurs de créer leur propre look personnalisé. Le concept de bracelets à breloques a été introduit par la société danoise Trollbeads en 1976 et a été popularisé en Europe et aux États-Unis surtout par la société danoise Pandora, depuis 2002[3].

- Bracelet bangle : les bracelets bangles (ou Churi) sont des ornements traditionnels portés par des femmes indiennes, en particulier par des Hindoues après le mariage. Les bracelets bangles sont composés d'anneaux qui, contrairement aux bracelets ordinaires, ne sont pas flexibles. Ils sont faits de nombreuses matières précieuses et non-précieuses telles que or, argent, platine, verre, bois, métaux ferreux, plastique, etc. Ils peuvent aussi comporter des pierres précieuses telles que le diamant ou des perles. Les bracelets bangles font partie de la bijouterie indienne traditionnelle[4].

- Bracelet manchette : le bracelet manchette est un large bracelet rigide qui ne se ferme pas autour du poignet. Il évoque la manchette d'une chemise formant une sorte de poignet fixe, d'où provient son nom. Il resserre le poignet et remonte au niveau de l'avant bras. À la mode depuis la seconde moitié du XIXe siècle, le bracelet manchette est un bijou phare des années 1930.

- Bracelet de force : le bracelet de force est un large bracelet en cuir qui serre le poignet, porté principalement par les hommes. Parfois ces bracelets ont des pointes métalliques qui saillissent du bracelet et sont un accessoire indispensable de la mode gothique.

- Bracelet slap (snap) : ce sont des bracelets qui s'enroulent eux-mêmes autour du poignet. Il s'agit d'une bande de métal plate qui se ferme à l'aide d'un léger coup sur le poignet. Les bracelets slap étaient un véritable effet de mode dans les années 1980 et 1990 ; ils étaient normalement de couleurs fluorescentes, réfléchissantes.

- Bracelet jonc : ce sont des bracelets anneaux dont tout le tour est d'épaisseur égale. La forme des anneaux peut être ronde ou ovale. Certains modèles ont des anneaux ouverts.

- Bracelet jarretière : très à la mode dans les années 1860, le bracelet jarretière est un bracelet souple composé d'une courroie et d'un fermoir. Il tient son nom de bracelet jarretière du fait qu'il imite cette dernière. Il se compose d'une chaîne en métal précieux, large et plate, aux extrémités ornées. L'une des extrémités passe dans l'autre, permet de régler la largeur du bracelet et se porte pendante.

- Bracelet chaîne : ce sont des bracelets métalliques souples constitués de maillons chaînés. De petits médaillons sont parfois accrochés sur ces chaînes.

- Bracelet plaque, ou gourmette : la gourmette est une chaîne plate comportant une plaque sur laquelle peuvent être gravés un prénom, des initiales ou encore un motif. Le fait d'offrir ce bijou peut avoir une signification particulière. Il est bien souvent offert lors d'une occasion particulière.

- Bracelet en silicone qui peuvent avoir différents usages promotiels.
  - Bracelet du sexe : dérivé du précédent qui lie un garçon et une fille qui, selon le code du bracelet, doit accorder une faveur à celui qui le lui a retiré. Il est particulièrement populaire au Brésil.

- Gourmette : Bracelet constitué d'une chaîne à maillon aplatis et d'une plaque portant généralement le prénom de son propriétaire.

- Semainier : bracelet composé de sept anneaux symbolisant les jours de la semaine. Le semainier était en vogue à la fin du XIXe siècle.

- Bracelet de combat africain : bracelet africain coupant ou contondant
- Bracelet Traditionnel : le bracelet traditionnel est fabriqué avec les  cauri, bronze ou d'os essentiellement raffiné.